# Resident Art Budapest
A Resident Art Budapest galéria és művészeti szolgáltatás a vizuális művészet népszerűsítésének és mélyebb megértésének céljából született meg 2016 elején Schneller János művészettörténész vezetésével.

## Misszió
„Művészettörténészként, tanárként, majd később műkereskedőként szerzett tapasztalataim szerint egyre többen foglalkoznak vizuális művészettel, ugyanakkor hiányzik a megfelelő képzőművészeti nevelés és az értő látás tanítása az oktatásból. Célom, hogy a vizuális művészeteket emberközelbe hozzam, másrészt értően bemutassam azoknak, akikhez és akikről szól, megnyitva a kaput a kortárs művészet felé” – Schneller János galériavezető.
Az Andrássy úti lakásgaléria feltörekvő kortárs művészekkel foglalkozik, műteremlátogatásokat és galériasétákat szervez a városban. Célja a kortárs képzőművészeti színtér bővítése, a jelen művészetében való tájékozódás elősegítése, a személyes élmények révén való bevonódás megteremtése, és az érzékenyítés kiállítások, művészeti séták, tárlatvezetések, filmvetítések, művésztalálkozók révén.
A Resident Art Budapest galéria főként fiatal, feltörekvő kortárs művészek munkáit mutatja be egyéni kiállításokon. A bemutatótermi részben pedig a galéria művészeinek alkotásáiból látható állandó válogatás.
A Resident Art Budapest galériához tartozó művészek legtöbbjére igaz az a kijelentés, hogy tradicionális műfajok és progresszív technikák ötvözésével hozzák létre a mai kor kérdéseire reflektáló, személyiségükön átszűrt, sokszor mediális határokat átlépő alkotásaikat.

## Séták

### Kortárs találkozások a Terézvárosban/Újbudán/a Palotanegyedben
A sétán 3-4 kortárs galéria időszaki kiállítását és egy-egy Budapesten dolgozó művész műtermét vesszük célba, ahol megismerkedünk az alkotóval és készülő műveivel.
A hétről-hétre változó programú sétán 3 különböző útvonalat járunk be: a Terézváros galériáit, a Kálvin tér környéki ún. Palotanegyedet, valamint az újbudai Bartók Béla út kortárs helyszíneit.

### Régiségek utcája - antikvitások a Lipótvárosban
A sétán a Lipótváros régiségkereskedéseit, képzőművészeti galériáit, antikvitásait és aukciósházait látogatjuk meg. Szóba kerül a hamisítás, az aukciók világa, az egyes művészeti technikák, a műgyűjtés,
valamint a kutatás és a kereskedelem kapcsolata. Bejárjuk a város legnagyobb pincegalériáját is.

## Művészek

###### Bondor Csilla
Ringatózó csónakok képe körbevágva egy fehér fal előtt. Létrák, magasles, dézsa, kút, szék... egy parasztház puritán tárgyai képekbe fordítva szinte kilépnek a síkból. Dimenziókon átlépő művein Bondor Csilla a leghétköznapibb tárgyakat emeli be művészetébe úgy, hogy a műveken leginkább az időtlenség és az örökkévalóság érződik, miközben az ábrázolt tárgyak megőrzik puritán közvetlenségüket. Bondor Csillát, aki grafikusként indult és később a festészet felé fordult, a közelmúltban egyre inkább az installációkban megjelenő személyes történetek izgatják, melyeket egyetemes szimbólumokat felhasználva, legtöbbször a kiállítás terét a műbe integrálva valósít meg.

###### Braun András
A minden kategóriából kilógó Braun festészetében egyszerre vannak jelen az op-art formai megoldásai, a pop art hirdetéseket kiragadó, a fogyasztói társadalom motívumait multiplikáló technikája és az a fajta ornamens-szerű díszítőkedv, amely a motívumokat szinte organikus formaképzéssel felfűzve hoz létre semmihez sem hasonlítható négyzetes formátumú és legtöbbször nagyméretű képeket. Az egy-egy fő motívumot sokszorozó képek technikája nem egységes, hiszen alkotás közben a művész egyszerre használ tapétaragasztót, akrilt, olajat, ragasztást és előre gyártott mintákat. Az összhatás: kavargó, vad, erőteljes és magávalragadó profán mandalák, melyek hipnotikusan vonzzák a néző tekintetét. Braun András 2015-ben váratlan hirtelenséggel elhunyt.

###### Ferenczy Zsolt
A valóságos és képzelt formákból építkező festmények szürreális összhatását a meglepő társítások, a harsány, valószerűtlen színek és a meghatározhatatlan helyszínek adják. A nyolcvanas évek sci-fi sorozat-borítóinak képisége keveredik a fantasy világával és a magyar valóság elemeivel, miközben a képektől az abszurd humor, vagy a képregények világa sem idegen. Ferenczy Zsolt képeiben mindig van némi zavaró, vészjósló, nem helyénvaló hangulati elem, ami ha nem is tudatosul, de érzések szintjén hat a nézőre. Művészete valahol a bad painting, a szürrealizmus és az abszurd határán helyezkedik el.

###### Kondor Attila
Az ókori architektúrák és a reneszánsz kertek időtlenségét festő Kondor legújabb művein festményeit bemozgatva olyan időben kibomló festmény-animációkat hoz létre, amelyek a vászon felületét pásztázó tekintet egy lehetséges útját járják be. Az időben kibomló művek tekinthetők a meditációnak teret adó alkotásoknak, melyek segítenek a festmények befogadásában és azokon keresztül a mindennapi időből való kilépésben.

###### Kovács Lehel
A plein air tájképein korunk technikai vívmányait elhelyezve Kovács Lehel olyan valóságosnak ható tájakat hozott lére, amelyeken egyszerre érvényesül a természet fenségessége és a technikai formák csodálata. Festésmódja – a klasszikus festészeti hagyományok eszköztárát használva – konzervatívnak tűnhet. Újabb képein a korábbi témákat és műfajokat elhagyja, és egy sokkal személyesebb festői világot teremt. Mai csendéletein a színeket erőteljesebben, élénkebben használja, a kolorit, a festés öröme és a játék egyre nagyobb szerepet kap. A tárgyak és a mögöttük felnyíló felületek kapcsolata gyakran megszűnik, és olyan érzésünk van, mintha a kopott, mintás, málló falak önálló témaként kelnének életre és vennék át a főszerepet a képeken. A felületek, a hengerelt minták és a roncsolt színfoltok elé helyezett tárgyak megfestésének módjában azonban visszaköszön az a Kovács Lehel korábbi képeiről ismert stílus, amelyről sugárzik a tárgyak részletes, plasztikus, a szemet becsapó ábrázolásának öröme.

###### Kucsora Márta
Absztrakt festőiségében egyaránt szerepet kap a gesztus és a véletlen, miközben a véletlenszerű hatás legtöbb esetben nagyon is irányított folyamat eredményeként jön létre. A folyadék nyoma a vászon felületén egyszerre áll mimetikus és technikai kapcsolatban az „ábrázolt” jelenséggel. A végeredményben együtt van jelen az organikus formaképzés közvetlensége és a jelenségeket megidéző hasonlóság, amelyek együtt a víz elementáris komplex érzetét hozzák létre a nézőben.

###### Stefan Osnowski
Hosszú évek óta foglalkozik a fametszet újszerű felhasználásával és a technika nyújtotta lehetőségek kiaknázásával. A táblakép méretűre nagyított metszetek elkészítésekor kizárólag a horizontális barázdák szélességének és mélységének variálásával, valamint a vonalhálózat sűrűségének változtatásával hoz létre különböző tónusértékeket úgy, hogy végig monokróm világban marad. Nyomtatási technikája is eltér a megszokottól, hiszen nem nyomdai prést használ a sokszorosításhoz, hanem egy tenyérnyi üveglencse segítségével manuálisan dörzsöli át a festéket a papírra, megőrizve ezzel a széria minden darabjának látszólagos egyediségét. A fizikai kontaktus, a kézi megmunkálás éppúgy része a koncepciónak, ahogy a témagyűjtés vagy a médium választása.

###### Romvári Márton
„Új világokat fedezek fel az olajfestészetben. Bár nem tárgyiassággal foglalkozom, ez nem jelenti azt, hogy nem érdekel a valóság. A természet rejtett oldalán kutatom a föld, a tűz, a víz és a levegő elemeiben áramló hullámok sűrű szövetét. Elsőre festményeim egysejtű organizmusoknak, biológiai építőelemeknek tűnnek – Petri-csészébe zárt mikroszkopikus világ. Festés közben egyensúlyt teremtek a tervezett és az improvizált között. A festmény alakzatai új világot tárnak fel a néző képzelete előtt. Sok kísérletezés után találtam rá a lakk-technikára, ami, úgy érzem, a legjobb eszköz annak a vizuális hatásnak az elérésére, amire törekszem.”

###### Varga Zsolt
A digitális képek világában szocializálódva talán egyértelmű, hogy a festőiséget nagyban befolyásolja a képernyők vizuális világa. Varga Zsolt festészete folyamatosan reflektál a fotóra és a digitális képalkotás nyújtotta lehetőségekre. Változatos anyag- és felülethasználatával látásunk tanult sémáit teszi művészetének központi témájává, miközben folyamatosan kérdéseket fogalmaz meg a frontális nézőpont, a sík felületen létrehozott tér illúziója, valamint a geometrikus síkidomok által keltett hatásokkal kapcsolatban.

###### Verebics Ágnes
Verebics Ági hátborzongató világában a témák legalább annyira meglepőek, mint a festőiség, amivel megjeleníti őket a vásznon. Az öregített, megfolyt felületek kísérteties hatását a gyakran használt monokróm színvilág fokozza, miközben az állatias emberek és az antropomorf állatok is kényelmetlen érzetet keltenek a nézőben. Festményei napi hírekre, kuriozitásokra, és az online képdömping abszurditásaira reflektálva gyakran kényszerítenek minket arra, hogy elhagyjuk a komfortzónánkat.

## Kiállítások

##### 2016
- Romvári Márton képzőművész kiállítása
- Közös nevező- Varga Zsolt és Nagy Benjamin közös kiállítása
- Tour de Hongire - Kovács Lehel festőművész kiállítása
- ZOOm - Ferenczy Zsolt  festőművész kiállítása
- Magas, mély, korlátolt - Bondor Csilla képzőművész kiállítása
- Megérkezünk - Josef Nadj kollázsai

###### 2017
- 80 kollázs - válogatás Braun András kollázsaiból
- Passage- Stefan Osnowski grafikai kiállítása
- Napváros - Kondor Attila festőművész kiállítása
- Egy ismeretlen életmű - Szita István kiállítása
- Sopianae- olaj monotípiák - Bánki Ákos kiállítása
- majdnem- Boros Mátyás képzőművész kiállítása
- A figyelem útjai - Kondor Attila pop-up kiállítása
- Extended Body - Testkiterjesztés - Verebics Ágnes festőművész kiállítása

###### 2018
- Áttetsző valóság - Szabó Ábel festőművész kiállítása
- ENTRE - átmenet - Stefan Osnowski képzőművész kiállítása